# Zhe-school
De Zhe-school (Chinees: 浙派, pinyin: Zhe pai) was een Chinese schildersstroming tijdens de Ming-periode. De school was destijds de belangrijkste vertegenwoordiger van de Noordelijke School van de hofschilders. De Zhe-school wordt ook wel de tegenpool genoemd van de Wu-school, een belangrijke stroming binnen de Zuidelijke School van belangeloze literati.

## Geschiedenis
Aan het begin van de Ming-periode borduurden de literati aan het hof nauwgezet voort op de oude tradities uit de Song-periode. Niet elke schilder kon zich echter vinden in de strenge richtlijnen van het Chinees examenstelsel en het hof. Dai Jin (1388-1462) was een voortrekker in de heropleving van de Ma-Xia-school, de academische stijl van shan shui-landschappen uit de Zuidelijke Song. Hij  stichtte in Hangzhou de Zhe-school, vernoemd naar Dai's thuisprovincie Zhejiang. De stroming hanteerde vrijere normen bij het schilderen in de Song-tradities dan de meeste andere stromingen binnen de Noordelijke School. De Zhe-school bleef gedurende de Qing-dynastie lange tijd bestaan, maar werd gaandeweg verdrongen door de invloedrijke Zuidelijke school.